# Бурангулово (Давлекановский район)
Бурангу́лово (баш. Буранғол) — село в Давлекановском районе Республики Башкортостан Российской Федерации. Входит в состав Кидрячевского сельсовета.

## География

### Географическое положение
Расстояние до:
- районного центра (Давлеканово): 55 км,
- центра сельсовета (Кидрячево): 5 км,
- ближайшей ж/д станции (Давлеканово): 55 км.

## Население
| 2002 | 2009 | 2010 |
| ---- | ---- | ---- |
| 306  | ↘304 | ↗309 |

Согласно переписи 2002 года, преобладающая национальность — башкиры (97 %).

## Известные уроженцы, жители
- В селе родилась Гайша Мустафиновна Акимбетова — депутат Верховного Совета СССР VIII созыва.